# Розмноження та вагітність у фантастиці
Фантасти та автори тнаукової фантастики часто зверталися до соціальних, політичних, технологічних і біологічних наслідків вагітності та репродукції через дослідження можливого майбутнього чи альтернативної реальності.

## Теми
З розвитком репродуктивних технологій у реальному світі науково-фантастичні твори все частіше звертаються до зображення альтернативних способів репродукції. Серед тем, які регулярно зустрічаються в науковій фантастиці, — використання вагітності та репродукції:
- інші способи статевого розмноження;[1]
- партеногенетичне розмноження;[1]
- міжвидове розмноження;
- використання техніки у відтворенні;[2][3]
- гендерні проблеми та політичні проблеми щодо відтворення;
- масштабне безпліддя;
- теми жахів, пов'язані з паразитизмом і рабством;
- гендерна політика.

Феномен вагітності сам по собі був предметом багатьох робіт, як прямо, так і метафорично. Ці роботи можуть пов'язувати вагітність із паразитизмом чи рабством або просто використовувати вагітність як сильний контраст із жахом. Наприклад, у фільмі «Дитина Розмарі» (1968) (за мотивами роману Айри Левіна 1967 року) чоловік обманом підводить жінку до сатанинської вагітності.

### Гібриди прибульців і людей
Міжвидове розмноження та гібриди іншопланетян і людей часто трапляються в науковій фантастиці, а жінки, запліднені інопланетянами, є загальною темою в науково-фантастичних фільмах жахів, зокрема «Я вийшла заміж за монстра з космосу», «Село проклятих», «Екстро» та «Інсеміноїд». Цю тему навіть спародіювали, наприклад, у м'якому порнофільмі «Бац-бац! Дякую вам, пане космонавте». Вони іноді використовуються як метафори для соціальних тривог щодо метисації або гібридизації, а іноді — для дослідження меж людського буття.
У фільмі «Чужий: Воскресіння» (1997) Еллен Ріплі було клоновано для полегшення вивчення ембріона інопланетної королеви, який їй імплантували. У трилогії Октавії Батлер «Виводок Ліліт» (1987, 1988, 1989) інопланетні та людські самки, запліднені ДНК самців інопланетними особинами проміжної статі, у «п'ятірках».

## Розмноження і технологія
Умоглядна фантастика в технології відтворення може включати клонування та ектогенез, тобто штучне розмноження).
У другій половині 2000-х років з'явилося багато фільмів та інших художніх творів, які не є фантастикою, а зображують емоційну боротьбу з допоміжними репродуктивними технологіями в сучасній реальності.

## Масштабне безпліддя або зростання населення
Народжуваність і репродукція були частими об'єктами для вивчення проблем щодо впливу навколишнього середовища та репродукції на майбутнє людства чи цивілізації. Наприклад, «Діти людські» Ф. Д. Джеймс є лише однією з багатьох праць, які розглядають наслідки глобального безпліддя; «Посуньтесь! Посуньтесь!» Гаррі Гаррісона є однією з багатьох робіт, які досліджували протиежну проблему, наслідки масового зростання населення. Численні інші праці, такі як «Імплозія», «Перше століття після Беатріче», «Венера плюс X» і «Більше, ніж людина» Теодора Стерджена, досліджують майбутнє людства в міру його розвитку або окремі програми розведення.

## Політика та гендерна політика
Вагітність і контроль над репродукцією людини часто використовувалися як замінники для лікування гендерних проблем або ширших тем соціального контролю; роботи, що стосуються вагітності та репродукції людини, також використовувалися для детального вивчення гендерної політики. Наприклад, «чоловіча вагітність» використовувалась для створення комедійного ефекту в мейнстрімній літературі та таких фільмах, як «Джуніор» (фільм 1994 року, режисер Іван Рейтман) і створила послідовників у фанфіках.
Жанр феміністичної наукової фантастики глибоко дослідив одностатеве розмноження, зокрема партеногенез, а також гендерний контроль над здатністю та правом на розмноження. Дивіться також численні антиутопічні історії про репродукцію, що контролюється державою, аборти та контроль над народжуваністю, такі як «Оповідь служниці» Маргарет Етвуд або її новела «Фріфолл». Ці роботи часто аналізували як дослідження сучасних політичних дебатів про репродукцію та вагітність.

## Подальше читання
- Allman, John (Spring 1990). Motherless Creation: Motifs in Science Fiction. North Dakota Quarterly. University of North Dakota. 58 (2): 124—132.
- Barr, Marleen (1988). Blurred Generic Conventions: Pregnancy and Power in Feminist Science Fiction. Reproductive and Genetic Engineering. Pergamon Press. 1 (2): 167—174. OCLC 16678507.
- Battis, Jes (30 березня 2007), Moya: births, biomechanoids, and companion species, у Battis, Jes (ред.), Investigating Farscape: Uncharted Territories of Sex and Science Fiction, Investigating cult TV series, London: I.B. Tauris, с. 41—64, ISBN 9780857713650.
- Broege, Valerie (Fall 1988). Views on Human Reproduction and Technology in Science Fiction. Extrapolation. Liverpool University Press. 29 (3): 197—215. doi:10.3828/extr.1988.29.3.197.
- Clover, Carol (1992). Men, Women, and Chainsaws: Gender in the Modern Horror Film. London: British Film Institute. ISBN 9780851703312.
- Donawerth, Jane (2006), Illicit Reproduction: Clare Winger Harris's The Fate of the Poseidonia, у Larbalestier, Justine (ред.), Daughters of earth: feminist science fiction in the twentieth century, Middletown, Connecticut: Wesleyan University Press, с. 20–35, ISBN 9780819566768.
- Duncan, Carol (2005), Black Women and Motherhood in Contemporary Cinematic Science Fiction, у O'Reilly, Andrea (ред.), Mother Matters: Motherhood as Discourse and Practice, Toronto, Canada: Association for Research on Mothering, с. 79—86, ISBN 9781550144369.
- Ferreira, Maria Aline Seabra (2005). I Am the Other: Literary Negotiations of Human Cloning. Westport, Connecticut: Praeger. ISBN 9780313320064. Google preview. Including discussion of male pregnancy, sexual politics, and parthenogenesis.
- Grace, Dominick (Spring 2005). Frankenstein, Motherhood, and Phyllis Gotlieb's O Master Caliban!. Extrapolation. Liverpool University Press. 46 (1): 90—102. doi:10.3828/extr.2005.46.1.9.
- Sophia, Zoë (Summer 1984). Exterminating Fetuses: Abortion, Disarmament, and the Sexo-semiotics of Extraterrestrialism. Diacritics. Johns Hopkins University Press. 14 (2): 47—59. doi:10.2307/464758. JSTOR 464758.